# Езикиел Джаксън
Риклон Стивънс (роден на 22 април 1978 г.), познат също като Езикиел Джаксън, е гвиански културист и професионален кечист.
Има договор с WWE, на SmackDown под името Езикиел Джаксън. той е бивш интерконтинентален шампион също така и бивш шампион на ECW, след като спечели на ECW титлата през 16 февруари 2010 г. и е признат от WWE като краен шампион на ECW.
- Интро песни
  - Domination By Evan Jones (ECW и WWE) (юли 2009 – )
  - I Be Your End Of Days By Emphatic (WWE) (януари 2011 – май 2011)

## Завършващи движения
- Книгата На Зик (The Book Of Zeke)
- Падащо Тръшване (Torture Rack)
- Големия Ботуш (Big Boot)
- Тръшване (Scoop Slam)

#### Титли и отличия
- Про Kеч (Pro Wrestling Illustrated)
  - PWI го класира #93 от 500-те най-добри кечисти в PWI 500 през 2010 г.

- Extreme Championship Wrestling
  - ECW Championship (1 път, последен)

- World Wrestling Entertaiment
  - WWE Intercontinental Championship (1 път)